# 일본의 외국인
일본의 외국인(日本-外國人) 또는 재일외국인(在日外國人, 일본어: 在日外国人)은 일본에 체재하는 외국인이다. 에도막부 말기부터 메이지에 이르기까지는 “이인”으로 불리다가 쇼와 시대부터는 “외인”으로 불렸고, 현재는 외국인도 일반적으로 사용되고 있다. 그밖에 “이방인,” “이국인” 등도 있다. 일본어의 외국인은 로마자로 “Gaijin”이라고 표기되어 일본 특유의 비차별 집단의 하나로서의 의미도 가진다.

## 일본의 외국인 문제
일본의 외국인 문제로는
- 헌법상의 인권 향유 주체성 - 예를 들면 참정권
- 문화의 차이에 따른 충돌 - 예를 들면 목욕탕의 입장 거부 사건
- 외국인 범죄

등이 있다.

## 외국인 등록자 수
2009년 7월 10일에 발표된 일본 법무성 입국관리국의 통계자료에 따르면, 2008년 말 기준의 일본 내 외국인 등록자 수는 다음과 같다:
| 국적/민족             | 총수      | 퍼센트 |
| --------------------- | --------- | ------ |
| 중국                  | 655,377   | 29.6%  |
| 한국-조선(민단, 총련) | 589,239   | 26.6%  |
| 브라질                | 312,582   | 14.1%  |
| 필리핀                | 210,617   | 9.5%   |
| 페루                  | 59,723    | 2.7%   |
| 미국                  | 52,683    | 2.4%   |
| 태국                  | 42,609    | 1.9%   |
| 베트남                | 41,136    | 1.9%   |
| 인도네시아            | 27,250    | 1.2%   |
| 인도                  | 22,335    | 1.0%   |
| 영국                  | 17,011    | 0.8%   |
| 네팔                  | 12,286    | 0.6%   |
| 방글라데시            | 11,414    | 0.5%   |
| 캐나다                | 11,016    | 0.5%   |
| 호주                  | 10,708    | 0.5%   |
| 기타                  | 141,440   | 6.4%   |
| 총 (2008년말 기준)    | 2,217,426 | 100%   |

2010년부터 일본에 거주하는 외국인이 감소되었지만 중국 국적자가 늘어났고 한국-조선 국적자가 줄어들었다.

## 외국인의 인신매매 문제
미국 국무부가 발표한 Trafficking in Persons Report(인신매매 보고서)에 따르면, 매년 많은 수의 여성뿐만 아니라 어린이가 성적 착취를 목적으로 하는 인신매매에 의해 아시아, 라틴아메리카, 동유럽의 모든 나라에서 일본에 끌려오고 있고, 또한 일본의 야쿠자가 국제적인 인신매매에 관여하고 있다고 한다. 보고서에 의해 일본의 인신매매 문제를 처음으로 지적한 2004년의 시점에서는 인신매매를 금지하는 특별한 법령이 일본에는 없었던 탓에, “정부가 피해자를 제대로 보호하지 않는다.”라고 심하게 비난받았다. 여전히 “인신매매 박멸을 위해 최저한도의 등급을 충분하게 충족하지 않고 있다.”라고 하고 있어, 2005년에 인신매매를 포함하는 개정 형법이 가결되는 등 일본 정부의 인신매매 문제에 대한 대처가 평가되어, 2005년 주요 감시 대상 목록에서 벗어나 4계단 중 2번째(TIER 2)에 위치하고 있다.

## 같이 보기
- 재일한국인
- 재일중국인
- 재일대만인
- 재일몽골인
- 재일필리핀인
- 재일페루인
- 재일인도네시아인
- 재일터키인
- 재일베트남인
- 재일러시아인
- 일본의 유대인
- 일본계 외국인
- 일본의 민족 문제
- 아이치테루
- 윌리엄 애덤스(미우라 안진)
- 고이즈미 야쿠모(패트릭 래프카디오 헌)
- 아루도 데비토 - 미국계 일본인 인권운동가
- J-VIS
- 불법체류